# Chaffcombe
Chaffcombe is een civil parish in het bestuurlijke gebied South Somerset, in het Engelse graafschap Somerset met 229 inwoners.